# 미국 해군참모대학교
미국 해군참모대학교(Naval War College)는 1884년 미국 로드아일랜드주 뉴포트에 첫 개교되어 현재에 이르고 있는 이르고 있는 미국 국립 해군군사참모교육기관이다,.

## 분교
미국 해군참모대학교의 분교로는 1901년 미국 캘리포니아주 몬터레이에 세워진 미국 해군대학원(Naval Postgraduate School)과 1920년 미국 워싱턴 시티에 세워진 미국 해병참모대학교(Marine Corps Institute)가 있다.

## 같이 보기
- 미국 육군지휘참모대학교
- 미국 육군참모대학교
- 미국 공군참모대학교